# Saint-Pardoux-Isaac
Saint-Pardoux-Isaac é uma comuna francesa na região administrativa da Nova Aquitânia, no departamento Lot-et-Garonne. Estende-se por uma área de 7,25 km². Em 2010 a comuna tinha 1 139 habitantes (densidade: 157,1 hab./km²).